# Norman Joseph Woodland
Norman Joseph Woodland (n. 6 septembrie 1921 – d. 9 decembrie 2012) a fost unul dintre inventatorii codului de bare, pentru care a primit în 1952 Patentul US2612994.